# Abbas Abubakar Abbas
Abbas Abubakar Abbas, född 17 maj 1996, är en friidrottare från Bahrain. Han deltog vid olympiska sommarspelen 2016.